# Kazimierz Pac
Kazimierz Pac herbu Gozdawa (zm. 1695) – biskup żmudzki od 3 października 1667 i smoleński od 1664, kanonik wileński od 1657.
Był synem Piotra Paca, młodszym bratem hetmana wielkiego litewskiego Michała Kazimierza Paca. Studiował w Wilnie, już wówczas zdecydował się poświęcić karierze duchownej. W 1643 objął probostwo słonimskie, w 1650 otrzymał stanowisko sekretarza królewskiego, w 1654 przeniesiony ze Słonimia na stanowiska proboszcza białostockiego i kustosza piltyńskiego. Wkrótce, w czasie wojny polsko-rosyjskiej trafił do rosyjskiej niewoli, z której wyszedł dopiero w 1662. Zaraz po powrocie otrzymał probostwo wileńskie i gieraniońskie, a także został mianowany biskupem smoleńskim. W 1666 nominowany biskupem żmudzkim, który to urząd objął w roku następnym. Aktywnie uczestniczył w życiu publicznym, biorąc udział w sejmach i pełniąc różne funkcje doraźne (m.in. kilkakrotnie był komisarzem do spraw zapłaty zaległego żołdu wojsku). Kilkakrotnie był kandydatem na stanowisko biskupa wileńskiego, ale nie zdołał otrzymać tego stanowiska pozbawiony poparcia swych potężnych krewnych po śmierci brata Michała Kazimierza i kuzyna Krzysztofa Zygmunta. Na sejmie 1667 roku wyznaczony z Senatu komisarzem do zapłaty wojsku Wielkiego Księstwa Litewskiego.	
Po abdykacji Jana II Kazimierza w 1668 roku, popierał do polskiej korony kandydaturę carewicza Fiodora.  Był elektorem Michała Korybuta Wiśniowieckiego w 1669 roku z Księstwa Żmudzkiego.